# 小行星15785
小行星15785（15785 de Villegas）是一颗绕太阳运转的小行星，为主小行星带小行星。该小行星于1993年8月发现。

## 轨道参数
小行星15785的轨道半长轴为470 950 270 km，3.1480633 UA，离心率为0.063。